# Masters at Work
Masters at Work (с англ. — «Мастера за работой») — американская команда по производству гаражного хауса и ремиксов, состоящая из «Литл Луи» Вега и Кенни «Доуп» Гонсалес. Дуэт создавал музыку вместе под именами MAW, KenLou, Sole Fusion, Hardrive и Nuyorican Soul. Их называют одними из самых влиятельных артистов в истории хаус-музыки.

## Наследие
Ремиксы их треков британскими диджеями в 90-х помогли создать жанр спид-гараж. Им приписывают создание «Золотого века» латинского хауса. Resident Advisor назвал дуэт потенциально «самой влиятельной парой в истории хауса».
MAW имеют историю как ремиксеры, воспроизводящие треки для различных исполнителей как в мире танцевальной музыки, так и за его пределами. Среди артистов, ремиксы которых делали эти два продюсера, были Майкл Джексон, Джанет Джексон, Мадонна, Донна Саммер, Алия, GusGus, Джоди Уотли, Jamiroquai, Earth, Wind & Fire, Стефани Миллс, Spice Girls, Daft Punk и Los Amigos Invisibles.
Их сингл «The Ha Dance» 1991 года оказал большое влияние на черную и латиноамериканскую сцену бальных танцев ЛГБТ. Бит был сэмплирован и ремиксован так много раз, что стал почти синонимом бальной музыки (англ. ballroom music). «Ha» в песне в четырехдольном такте «переплетается с элементом «падения» в бальном зале, который в основном заключается в падении на землю драматическим или мягким образом».

## Дискография
Смотри статью «Дискография Masters at Work» в англ. разделе.